# Хендрик Браувър
Хендрик Браувър (на нидерландски: Hendrik Brouwer) е нидерландски мореплавател, изследовател, 8-и генерал-губернатор на Холандска Индия (1632 – 1636).

## Биография
Роден е на 18 юли 1581 година в Съединени провинции (днес в Нидерландия и Белгия).
На 16 април 1610 г. три кораба под негово командване се отправят за Холандска Индия. Традиционния маршрут дотам е бил покрай бреговете на Африка, остров Мавриций, остров Цейлон и от там към Малайския архипелаг. Флотилията ръководена от Браувър на 4 юни 1611 г. от южното крайбрежие на Африка се отправя на юг между 35° и 40° ю.ш., където духат постоянни западни ветрове, поема на изток, достига до меридиана на остров Ява, завива на север и достига до Холандска Индия на 18 август 1611 г., т.е. за 5 месеца и 24 дни. Така пътя от Европа до Холандска Индия вместо за цяла година започнал да се изминава само за пет-шест месеца, което позволило не само да се намалят разходите по пътуването, но намаляват и случаите на заболяване от скорбут.
През 1614 г. Холандската Източноиндийска компания предприема интересен опит. От Холандия за Ява са изпратени три кораба – два по стария маршрут и един по новия. И докато първия и втория пътували съответно шестнадесет и осемнадесет месеца, то третия пристигнал само за шест. На 4 август 1616 г. компанията издава специална заповед, в която изрично се подчертава, че пътуването към Холандска Индия трябва да се осъществява само по трасето на Браувър.
През 1643 г. в последното си плаване, към бреговете на Чили за установяване на търговски връзки, доказва островното положение на остров Естадос (на изток от Огнена Земя).
Умира в чилийското пристанище Валдивия на 7 август 1643 година на 62-годишна възраст.